# Furore
Pour les articles homonymes, voir Furore (homonymie).
Furore est une commune italienne de la province de Salerne, dans la région Campanie.

## Géographie
Nichée dans une faille de la roche, Furore (fureur) surplombe des îlots déchaînés. Une succession d'escaliers — 3 000 marches au total — permet d'accéder aux habitations accrochées à la pente, puis à la plage.

## Histoire
En 1948, une rage déferla sur Furore : venue tourner « L'amore » sous la direction de son compagnon Roberto Rossellini, Anna Magnani multiplia les crises de jalousie quand le réalisateur se mit à recevoir des lettres d'Ingrid Bergman. Ce fut leur dernier film ensemble. Neuf ans plus tard, Rossellini épousait l'actrice suédoise[pertinence contestée].

## Administration
| Période                                  | Période | Identité | Étiquette | Qualité |
| ---------------------------------------- | ------- | -------- | --------- | ------- |
|                                          |         |          |           |         |
| Les données manquantes sont à compléter. |         |          |           |         |

### Communes limitrophes
Agerola, Amalfi, Conca dei Marini, Praiano.

## Notes et références

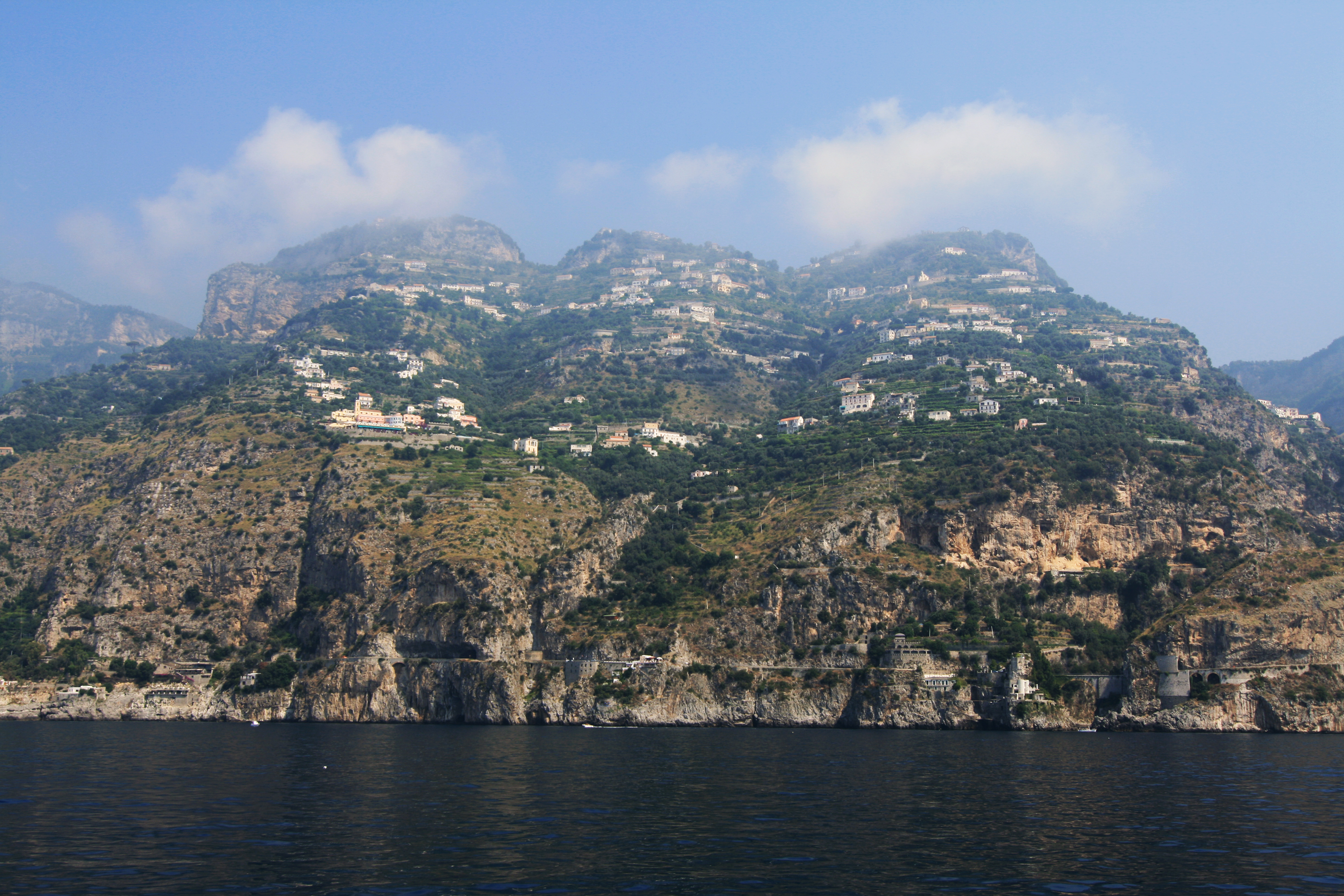
La côte près de Furore.